# 가라메테 문

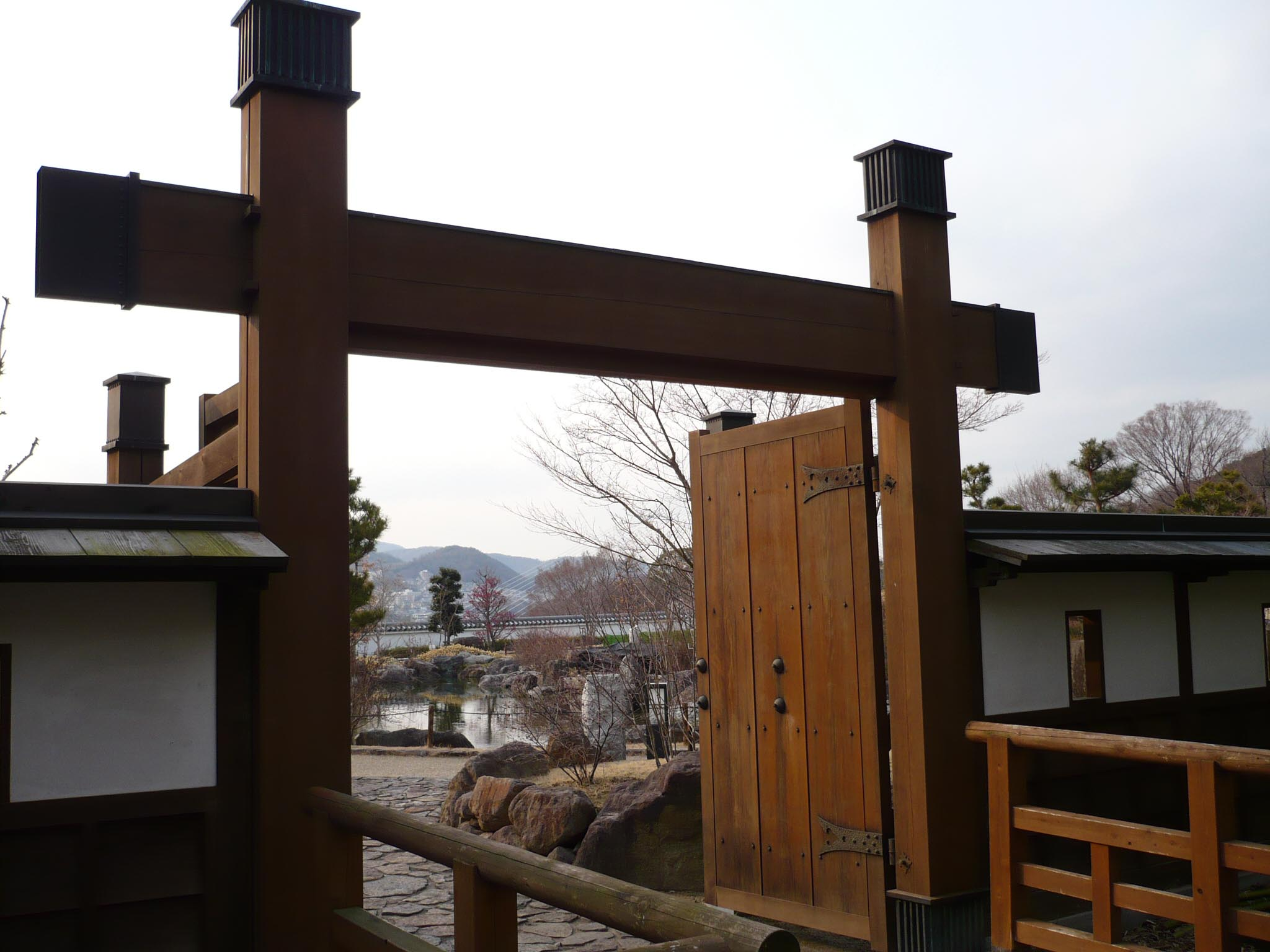
이케다 성의 일각대문

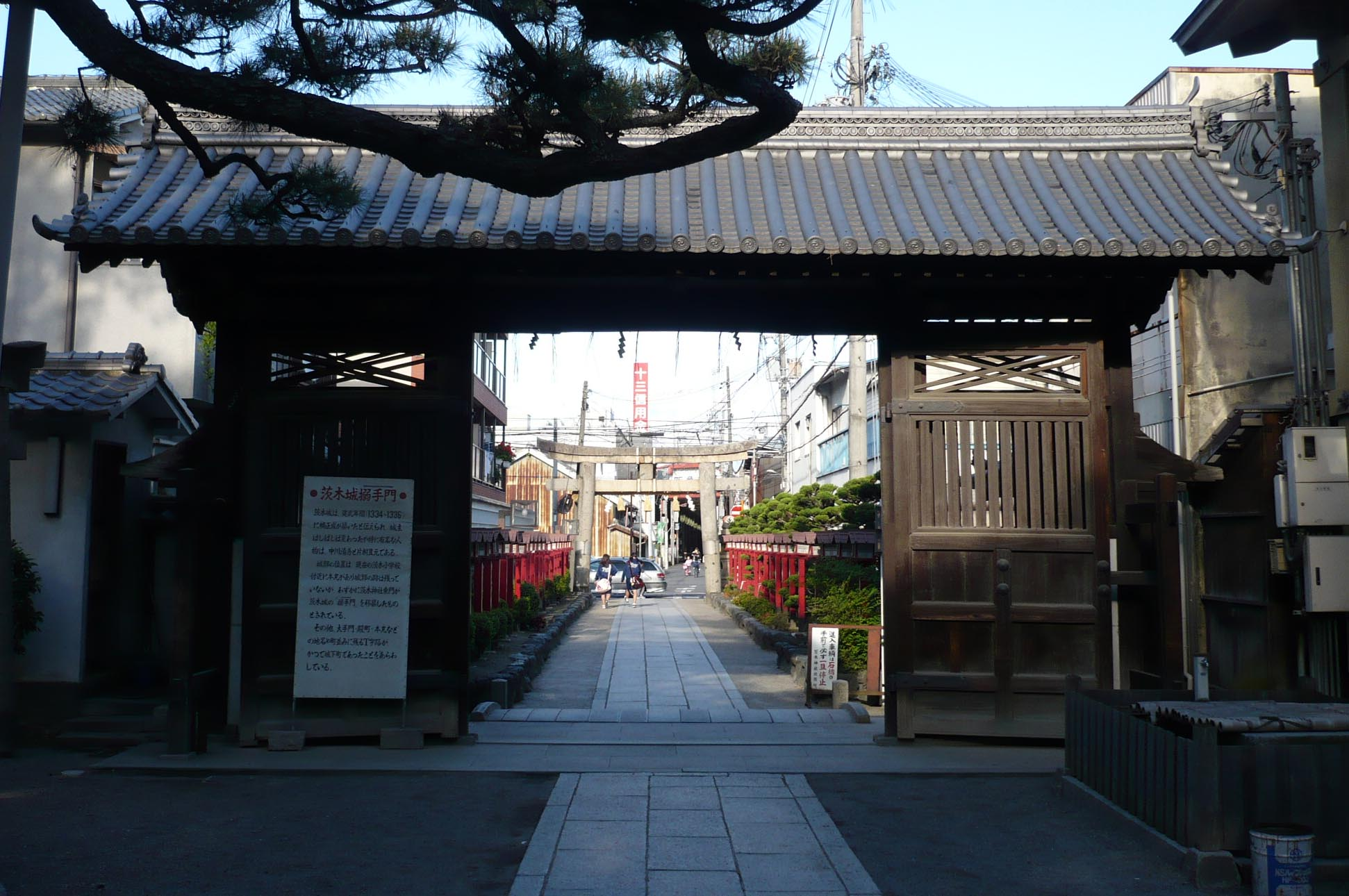
이바라키 성의 야쿠이 문

가라메테 문(일본어: 搦手門 가라메테몬[*])은 성문중 하나로 오테 문에 대비해 성의 후면에 두었던 성문이다.
유사시 성주 등은 이곳으로 통해 성 밖으로 나가 전란을 피하게 되어있다. 문자체는 소형으로 눈에 잘 띄지 않도록 만들었으며 망루가 딸린 문이 아니라 가부키 문(冠木門)을 두었다. 가부키 문이란 지붕이 없이 상부에 평행한 각목만 둔 문인 일각대문을 말했지만, 점차 지붕을 씌운 야쿠이 문(薬医門) 등 평문(平門)도 포함하여 가부키 문이라고 부르게 되었다. 경비가 엄중한 오테 문에 비해 문의 입구가 작고 적은 수의 인원으로 경비를 보도록 설계되었다. 문 앞의 다리는 목교가 많다.

## 주요 성의 가라메테 문
- 히메지성 - 도노 1문에서 4문
- 히코네성 - 사와구치 문
- 고치성 - 구로가네 문
- 우와지마성 - 아가리타치 문
- 가나자와 성 - 이시카와 문

## 같이 보기
- 오테 문